# Kværkeby Sogn
Kværkeby Sogn 
ist eine Kirchspielsgemeinde (dän.: Sogn)
auf der Insel Sjælland im südlichen Dänemark.
Bis 1970 gehörte sie zur Harde Ringsted Herred im damaligen Sorø Amt, danach zur Ringsted Kommune im Vestsjællands Amt, die im Zuge der  Kommunalreform zum 1. Januar 2007 Teil der Region Sjælland geworden ist.
Im Kirchspiel leben 1246 Einwohner, davon 584 im Kirchdorf (Stand: 1. Januar 2023).
Im Kirchspiel liegt die Kirche „Kværkeby Kirke“.
Nachbargemeinden sind im Süden Nordrupøster Sogn im Westen Ringsted Sogn und Benløse Sogn und im Norden Vigersted Sogn, ferner in der östlich benachbarten Køge Kommune Gørslev Sogn.